# Felipe Azevedo
Felipe Azevedo dos Santos (Ubatuba, 10 gennaio 1987) è un calciatore brasiliano, attaccante del São Bernardo.

## Caratteristiche tecniche
Attaccante, può giocare come ala su entrambe le fasce.